# Розинец (герб)
Розинец (пол. Rosyniec ) — польский дворянский герб.

## Описание и легенда
В  голубом поле подкова, шипами обращённая вниз, на вершине её крест, на котором сидит смотрящий вправо ворон с поднятыми крыльями. В клюве у него перстень. В углах, образуемых шипами подковы, помещаются две серебряные стрелы, из которых одна острием вверх, другая вниз. В нашлемнике такой же ворон с перстнем (ср. Слеповрон). Полагают, что воину герба Слеповрон были прибавлены стрелы за особые доблести на поле войны.

## Герб используют
6 родовGórka, Maciuk, Maczuk, Rosiński, Rosyniec, Milobenskyi.